# Lavoslav Ružička
Lavoslav Ružička eller Leopold Ružička ForMemRS (født 13. september 1887 i Vukovar, død 26. september 1976 i Mammern) var en kroatisk videnskabsmand og modtager af Nobelprisen i kemi i 1939 sammen med Adolf Butenandt. Han arbejde hovedsageligt i Schweiz og modtog otte honoris causa doktorater i naturvidenskab, medicin og jura; syv priser og medaljer, 24 æresmedlemskaber af kemiske, biokemiske og andre naturvidenskabelige selskaber.